# Elecciones presidenciales de Filipinas de 1992
Las elecciones presidenciales de Filipinas de 1992 se realizaron el 11 de mayo. Fueron las primeras elecciones presidenciales completamente libres, justas y democráticas que se celebraron en el país desde 1969. También fueron un proceso electoral sumamente cerrado, y Fidel V. Ramos, que obtuvo nada más el 23.58% de los votos, se convirtió en el presidente de Filipinas en ganar las elecciones con el menor porcentaje. Incluso aunque la constitución lo hubiera permitido, cosa que no era así, Corazón Aquino no se presentó a la reelección.
Por segunda vez, el presidente y el vicepresidente vinieron de dos partidos distintos. Mientras que Ramos pertenecía al conservador Lakras-NUCD, el vicepresidente Joseph Estrada venía de la Coalición Popular Nacionalista.
Durante los primeros días posteriores a las elecciones, Miriam Defensor Santiago parecía aventajar a Ramos en el conteo, pero finalmente perdió por varios puntos el último día. Santiago denunció fraude, alegando cortes de energía como prueba, pero su denuncia fue desestimada por el Tribunal Superior. Ramos fue juramentado para un mandato de seis años el 30 de junio.

## Resultados

### Presidenciales
| Candidatos           | Candidatos               | Partidos                        | Votos      | %      |
| -------------------- | ------------------------ | ------------------------------- | ---------- | ------ |
|                      | Fidel V. Ramos           | Lakas–NUCD                      | 5.342.521  | 23.58% |
|                      | Miriam Defensor-Santiago | Partido de la Reforma Popular   | 4.468.173  | 19.72% |
|                      | Eduardo Cojuangco, Jr.   | Coalición Popular Nacionalista  | 4.116.376  | 18.17% |
|                      | Ramon Mitra, Jr.         | Laban ng Demokratikong Pilipino | 3.316.661  | 14.64% |
|                      | Imelda Marcos            | Kilusang Bagong Lipunan         | 2.338.294  | 10.32% |
|                      | Jovito Salonga           | Partido Liberal                 | 2.302.123  | 10.16% |
|                      | Salvador Laurel          | Partido Nacionalista            | 770.046    | 3.40%  |
|                      |                          |                                 |            |        |
| Total                | Total                    | Total                           | 22.654.195 | 100%   |
|                      |                          |                                 |            |        |
| Votos válidos        | Votos válidos            | Votos válidos                   | 22.654.195 | 93.4%  |
| Votos anulados       | Votos anulados           | Votos anulados                  | 1.600.759  | 6.6%   |
| Votos en total       | Votos en total           | Votos en total                  | 24.254.954 | 75.5%  |
| Votantes registrados | Votantes registrados     | Votantes registrados            | 32.141.079 |        |

### Vicepresidenciales
| Candidatos             | Partidos             | Partidos                        | Resultados | Resultados |
| Candidatos             | Partidos             | Partidos                        | Votos      | %          |
| ---------------------- | -------------------- | ------------------------------- | ---------- | ---------- |
| Joseph Estrada         |                      | Coalición Popular Nacionalista  | 6,739,738  | 33.00%     |
| Marcelo Fernan         |                      | Laban ng Demokratikong Pilipino | 4,438,494  | 21.74%     |
| Emilio Osmeña          |                      | Lakas-NUCD                      | 3,362,467  | 16.47%     |
| Ramon Magsaysay, Jr.   |                      | Partido de la Reforma Popular   | 2,900,556  | 14.20%     |
| Aquilino Pimentel, Jr. |                      | PDP–Laban                       | 2,023,289  | 9.91%      |
| Vicente Magsaysay      |                      | Kilusang Bagong Lipunan         | 699,895    | 3.43%      |
| Eva Estrada-Kalaw      |                      | Partido Nacionalista            | 255,730    | 1.25%      |
| Votos válidos          | Votos válidos        | Votos válidos                   | 20,420,169 | 84.2%      |
| Votos nulos            | Votos nulos          | Votos nulos                     | 3,834,785  | 15.8%      |
| Votos emitidos         | Votos emitidos       | Votos emitidos                  | 24,254,954 | 75.5%      |
| Habitantes inscritos   | Habitantes inscritos | Habitantes inscritos            | 32,141,079 | 100.0%     |